# ISEAL Alliance

Wortmarke der ISEAL-Alliance

Die International Social and Environmental Accreditation and Labelling Alliance (ISEAL Alliance) ist ein sogenanntes Meta-Governance-System für Nachhaltigkeitsinitiativen und Akkrediteure aus dem Bereich Umwelt.

## Zielsetzung
Durch Meta-Governance können Probleme, die aus der Konkurrenz von mehreren Nachhaltigkeitsinitiativen im selben Sektor oder in der Lieferkette hervorgehen, behoben werden. Ein Problem ist die Dopplung der Anstrengungen, da konkurrierende Initiativen den gleichen Herausforderungen begegnen. Des Weiteren sorgen verschiedene Siegel sowohl beim Konsumenten als auch beim Produzenten für Verwirrung und tragen so zu Legitimitäts- und Glaubwürdigkeitsverlust in den Augen Dritter bei.

## Mitgliedschaft
Multi-Stakeholder-Initiativen und Akkreditierer können Mitglied werden. Die ISEAL Alliance hat Mitglieder, die in den Sektoren Landwirtschaft und organische Lebensmittel, Biokraftstoffe, in der Textilwirtschaft, Forstwirtschaft, Bergbau, Öl, Fischerei, Wasser und Tourismus aktiv sind. Nach Bernstein und Hannah (2008) sind die bedeutendsten Nachhaltigkeitsinitiativen ISEAL-Mitglieder.

## Tätigkeit
Die ISEAL Alliance übernimmt dann die Koordinierung der Nachhaltigkeitsinitiativen, berät, unterstützt, bezieht Stakeholder mit ein und trägt so zur Legitimität und Glaubwürdigkeit bei. Einen Erfolgsfaktor sehen Derkx und Glasbergen (2014) darin, dass ISEAL vorwiegend Verbesserungen im Prozess der Mitglieder fordert, nicht aber eine Harmonisierung der Standards. Dies berge die Gefahr der Suche nach dem kleinsten gemeinsamen Nenner und von Konflikten zwischen den Mitgliedern.

## Mitglieder
Folgende Mitglieder sind 'Code compliant', das heißt, sie erfüllen die verbindlichen Codes der ISEAL Alliance für Standardsetzung, Assurance und Impact. 
- Alliance for Water Stewardship
- Aluminium Stewardship Initiative
- Aquaculture Stewardship Council
- Better Cotton
- Bonsucro
- Fair Trade USA
- Fairtrade International
- Forest Stewardship Council
- GEO Foundation
- Gold Standard
- GoodWeave
- Marine Stewardship Council
- MarinTrust
- Rainforest Alliance
- Responsible Jewellery Council
- Roundtable on Sustainable Biomaterials
- Roundtable on Sustainable Palm Oil
- Textile Exchange
- trustea
- UEBT

(Stand Januar 2024)